# Dum spiro, spero

Dum spiro, spero (în română cât timp mai respir înseamnă că sper) este o frază în limba latină atribuită lui Cicero.
Fraza este folosită ca motto în mai multe locuri și de către mai multe familii nobile.